# Fédération des associations de musiques et de danses traditionnelles
La Fédération des acteurs et actrices des musiques et de danses traditionnelles (FAMDT) est une fédération française fondée en 1985, à la suite de la création de la « Commission Consultative des Musiques Traditionnelles » du Ministère de la Culture de France.

## Historique
Elle a été constituée par le regroupement de plusieurs réseaux préexistants, dont la Fédération des Musiciens Routiniers (depuis 1979), l'UPCP-Métive (depuis 1972), le Conservatoire Occitan (depuis 1970), Dastum (depuis 1972) ; issues du mouvement folk en France, ou du milieu de l'éducation populaire.
Ses objectifs sont placés sur un double axe :
- conserver les traditions existantes ;
- faire jouer la plasticité des traditions et leur côté vivant.

Elle regroupe aujourd'hui plus de 150 structures, pouvant elles-mêmes avoir comme membres des associations locales (Dastum, Métive, La Loure).

## Éditeur
La FAMDT éditeur publie des livres et verbatim de colloques et conférences.

## Catalogue d'enregistrements
Pour sa mission de collectage, la FAMDT met à disposition du public les données collectées par les associations membres, notamment auprès du Portail du patrimoine oral.